# Gregorio Aráoz de Lamadrid
Gregorio Aráoz de Lamadrid, o Gregorio Aráoz de La Madrid (San Miguel de Tucumán, 28 de noviembre de 1795 - Buenos Aires, 5 de enero de 1857), fue un militar argentino, combatiente de la independencia argentina, de las guerras civiles y líder del Partido Unitario. Fue gobernador de la provincia de Tucumán, y efímeramente de las provincias de Mendoza y La Rioja. Luchador permanente, tuvo reputación de ser un general valiente hasta el grado de temerario. Domingo Faustino Sarmiento le llama en su célebre Facundo, el más «valiente de los valientes». Fue hermano menor de Francisco Aráoz de Lamadrid, prócer de la independencia de la Argentina y del Perú.

## Familia
Gregorio Aráoz de Lamadrid fue el quinto y último hijo del matrimonio que, en el año 1790, contrajeran en la ciudad de San Miguel de Tucumán Francisco Javier Aráoz Sánchez de Lamadrid y Andrea Aráoz Núñez de Herrera, hermana del presbítero Pedro Miguel Aráoz, firmante del Acta de la Independencia. Los Aráoz eran una importantes familias de la época virreinal en la ciudad de Tucumán, sin embargo Lamadrid fue criado desde joven en Catamarca por sus "tíos" Lamadrid, alejado de sus padres Aráoz Sánchez y  Aráoz Nuñez , y se diferenció política y militarmente del clan, manteniendo su lealtad siempre con el Ejército del Norte e integrando luego la Liga Unitaria.  En sus "Memorias", el futuro general extrañamente no menciona a sus padres, aunque sí recuerda que fue educado por sus "tíos" Don Manuel de La Madrid y Doña Bonifacia Díaz de la Peña, en su finca con viñedos de Andalgalá. Gregorio fue criado en la hacienda de Andalgalá, cuando su primo Juan José de La Madrid, hijo de ese matrimonio, contrajo matrimonio el 27 de diciembre de 1800 con Catalina Aráoz, hermana del después general Bernabé Aráoz.
Gregorio contrajo matrimonio en Buenos Aires con María Luisa Díaz Vélez Insiarte (Buenos Aires, 1801 - Buenos Aires, 1871), hija de su primo el doctor José Miguel Díaz Vélez —hermano del general Eustoquio Díaz Vélez — y de María del Tránsito Insiarte Montiel, con quien tuvo trece hijos. Aunque posteriormente fue uno de los más destacados miembros del partido unitario, sus futuros enemigos Manuel Dorrego y Juan Manuel de Rosas —dos de los más importantes referentes del federalismo porteño— fueron padrinos de bautismo de sus hijos Bárbara y Ciriaco; Encarnación Ezcurra, esposa de Rosas, fue madrina de este último.
En sus Memorias usó el apellido Lamadrid, con el que fue conocido en distintos Oficios y partes militares, quizás para diferenciarse del resto de los Aráoz y sobre todo, de la postura política que adoptó su pariente Bernabé Aráoz. Sus contemporáneos solían llamarlo La Madrid o Madrid, y con este patronímico  en su honor, se conoce la localidad tucumana de Lamadrid y calles en las ciudades del Noroeste argentino.

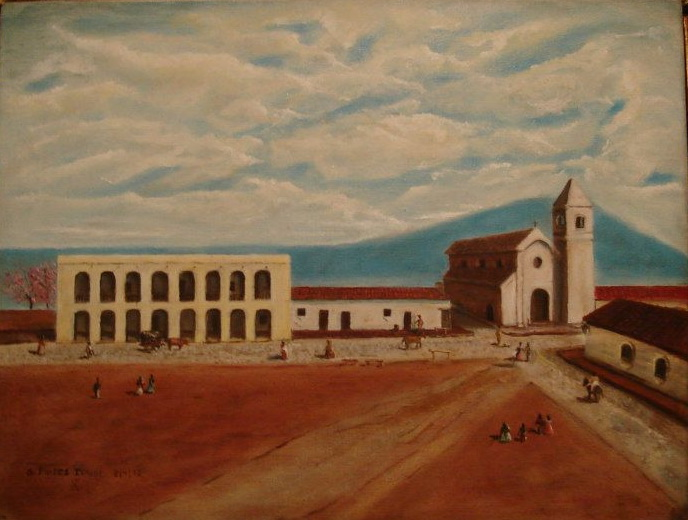
Tucumán, ciudad natal de Gregorio Aráoz de Lamadrid, en la época de la Batalla de Tucumán. (óleo actual obra de Gerardo Flores Ivaldi)

## En el Ejército del Norte
En 1811 Gregorio Aráoz de Lamadrid se enroló en las milicias de Tucumán junto a su hermano Francisco. Rápidamente se puso a las órdenes del general Manuel Belgrano, comandante de la segunda campaña al Alto Perú contra los realistas, con el grado de teniente, luchó en las batallas de Tucumán, Salta, Vilcapugio, Tambo Nuevo y Ayohúma, donde sufrieron su segunda derrota, siendo su hermano tomado prisionero por los españoles y encarcelado en la Fortaleza del Real Felipe del Callao en el Perú. Regresando de Ayohuma, Gregorio logró algunos éxitos menores en la retirada, en Colpayo y Posta de Quirbe.
En el Museo Nicolás Avellaneda de Tucumán se conserva la medalla de oro (única en su tipo) que el Primer Triunvirato le otorgó en reconocimiento a su participación en la Batalla de Tucumán.
A órdenes de José Rondeau hizo la tercera campaña al Alto Perú, luchando en Venta y Media y Sipe-Sipe. Nuevamente ayudó a mejorar la retirada de su ejército peleando en pequeños encuentros, en Culpina y Uturango. En una arremetida personal salvó al general Francisco Fernández de la Cruz de ser capturado por los españoles, lo que le valió el ascenso al grado de teniente coronel.
Nuevamente nombrado Belgrano como jefe del Ejército del Norte, lo convirtió en su oficial favorito. Por orden suya fue enviado como segundo del coronel Juan Bautista Bustos, para enfrentar al caudillo santiagueño Juan Francisco Borges, al que derrotó en Combate de Pitambalá. Dos días después lo fusiló por orden de Belgrano.
Poco después, Belgrano lo mandó a una expedición de reconocimiento, atacando a los realistas por la retaguardia. Pero se desvió hacia Tarija y consiguió derrotar en el campo de la Tablada al coronel Andrés de Santa Cruz (el futuro dictador de Perú y Bolivia), y ocupar la ciudad, y poco después consiguió otra victoria en Cachimayo. Desoyendo las órdenes de Belgrano, y apenas con 400 hombres, avanzó hasta Chuquisaca, empresa que iba mucho más allá de sus posibilidades, y atacó la ciudad por sorpresa. La sorpresa no funcionó, fue derrotado y tuvo que huir por la sierra y la selva, derrotado en la Batalla de Sopachuy, y volviendo a Tucumán por el camino de Orán. Como premio fue ascendido a coronel.

## La anarquía
El Ejército del Norte liderado por Belgrano tuvo que  desviarse de su misión original de hacer la guerra en el Alto Perú, para enfrentar - por órdenes del Directorio-  a la sublevación de los Caudillos del Litoral, lo que terminó en su disgregación, causa o efecto de la Anarquía del año XX en que cayeron las Provincias Unidas. Lamadrid, bajo órdenes de Juan Bautista Bustos fue trasladado a Córdoba. Allí se enfrentó con los santafesinos de Estanislao López y peleó en la batalla de La Herradura. Después de la batalla, Bustos decidió no continuar con la guerra civil, ya que no era para eso que ninguno de ellos se había enrolado. Lamadrid se ofreció a arrestarlo y "pegarle cuatro tiros", pero Belgrano no lo autorizó. A fines de 1819, el general abandonó el ejército hacia la guarnición del Ejército del Norte detenida en Tucumán, cansado también de este inicio de guerra civil. 
Al estallar el Motín de Arequito, por el que la mayor parte del Ejército se negó a seguir la guerra civil, Lamadrid quiso atacar a los sublevados, pero nada pudo hacer, muchos de sus hombres se unieron al Motín.
Se retiró a Buenos Aires, donde se dedicó a apoyar a los gobernadores bonaerenses a cargo del gobierno central , pero eran difíciles las lealtades en ese periodo anárquico y de disgregación,  fallecido ya el General Manuel Belgrano. Acompañó a Manuel Dorrego en la campaña hacia Santa Fe contra los caudillos federales pero no estuvo en la Batalla de Gamonal. Hizo también una breve campaña al sur de la provincia de Buenos Aires, en la que conoció al entonces coronel Juan Manuel de Rosas, que le causó una buena impresión.
De regreso pasó a la provincia de Santa Fe, que había sido invadida por Francisco Ramírez. Pero no quiso esperar a su antiguo enemigo, y se adelantó a luchar contra el entrerriano sin López; fue seriamente derrotado en Coronda, en el mismo lugar donde, al día siguiente, López derrotaría a Ramírez.
Se retiró del ejército y se dedicó a trabajar en el campo en San Miguel del Monte (muy cerca de la estancia de Rosas). Fue llamado nuevamente al ejército para acompañar al gobernador salteño Arenales, que se disponía a avanzar sobre el Alto Perú, a enfrentar al último jefe realista. Pero apenas entrados en el Alto Perú, se encontraron con que Sucre había ya obtenido su independencia de la corona de España (declarada el 6 de agosto de 1825) y separado a Bolivia del territorio argentino.

## Primer gobierno
Ese mismo año de 1825 comenzó la guerra contra el Imperio del Brasil y Lamadrid fue encargado por el presidente Bernardino Rivadavia de reclutar voluntarios en su provincia. En Tucumán parecía terminada la guerra civil que había dividido la provincia desde hacía seis años, debido a la muerte de Bernabé Aráoz -tío y protector de Lamadrid-, fusilado por el gobernador Javier López. Pero Lamadrid volvió a complicar las cosas.
Fue enviado a Catamarca a reunir voluntarios pero se enredó en una guerra civil local entre dos candidatos a gobernador. Uno de ellos lo convenció de volver a Tucumán y derrocar a Javier López. Tras una batalla breve, se hizo elegir gobernador por la Sala de Representantes el 26 de noviembre de 1825. Se pronunció abiertamente a favor de las autoridades de las Provincias Unidas del Río de la Plata, del presidente Bernardino Rivadavia -líder del partido unitario- y de la constitución unitaria, que era rechazada por los gobernadores federales del interior.
Luego volvió a invadir Catamarca desplazar al gobernador Acuña y reponer a su amigo Gutiérrez en el poder con el apoyo de Rivadavia para expandir el unitarismo hacia otras provincias. Pero con eso se ganó el odio del comandante general de La Rioja, Juan Facundo Quiroga, que había salido de garante de un acuerdo pacífico en esa provincia. Además, este trataba de convencer a los gobernadores Bustos e Ibarra de unírseles para rechazar la política de Rivadavia y sus aliados.
Quiroga decidió moverse rápidamente: en octubre derrotó a Gutiérrez, y enseguida se dirigió sobre Tucumán. Lamadrid le salió al encuentro casi en el límite con Catamarca, y en la batalla de El Tala, del 27 de octubre de 1826, fue completamente derrotado por Quiroga. En la lid Lamadrid se batió solo contra quince soldados quienes, al no reconocerlo, le quebraron el tabique nasal, dos o tres costillas, le cortaron una oreja, lo hirieron en el estómago y luego le dieron un tiro de gracia. Pero cuando se enteraron de que se trataba de Lamadrid, volvieron en busca del cadáver del “muerto” que había desaparecido. Lamadrid, muy malherido, se había arrastrado hasta un zanjón recuperando fuerzas. Una patrulla que apareció lo dio por muerto y después se refugió en un rancho. Los gauchos comenzaron a especular acerca de su supuesta inmortalidad lo que aumentó su fama y valor.
Por su parte el caudillo riojano se retiró hacia el sur.
En diciembre Lamadrid recuperó el mando de su provincia y envió una división a invadir Santiago del Estero. Quiroga, que estaba de regreso de una campaña incruenta a San Juan, invadió nuevamente su provincia, derrotándolo por segunda vez en batalla de Rincón de Valladares, el 6 de julio de 1827.

## Primer regreso: de Navarro a La Ciudadela
Lamadrid se refugió en Bolivia, pero en diciembre inició el regreso a su campo en Buenos Aires. La revolución de diciembre de 1828, en la que Juan Lavalle derrocó al gobernador Manuel Dorrego, lo tomó de sorpresa pero se unió al ejército de Lavalle y peleó en la batalla de Navarro. Cuando Dorrego fue capturado, intentó impedir sin éxito, el fusilamiento del gobernador ordenado por Lavalle. Antes de su ejecución Dorrego le entregó a su compadre su chaqueta militar para que se la hiciera llegar a su familia junto a una a carta que escribió a su esposa Ángela Baudrix. Lamadrid fue el único oficial superior que tuvo el valor de ver morir a Dorrego si bien no tuvo el coraje para presenciar su fusilamiento.
Se unió a la expedición del general José María Paz al interior y peleó en las victorias unitarias de San Roque y La Tablada. Después de esa batalla se destacó por la crueldad con que trató a los federales, “pacificando” la sierra a sangre y fuego. Paz lo ascendió al grado de general y también peleó a sus órdenes en Oncativo, como jefe de un ala de caballería. Después de la batalla persiguió tenazmente a los derrotados, asesinando a todos los soldados que se le rendían en su furor por alcanzar a Quiroga.
Después de Laguna Larga u Oncativo, Paz mandó divisiones unitarias a las provincias de Cuyo, para ocuparlas para el partido unitario. Tucumán y Salta ya tenían gobiernos adictos pero no encontró oficiales para invadir La Rioja y Santiago. A ésta envió al coronel Román Deheza, y a La Rioja a Lamadrid. Este ocupó la provincia con extrema crueldad, vengándose en ausencia del general que lo había vencido dos veces, y se hizo nombrar gobernador. Se dedicó a buscar los tesoros (reales o imaginarios) que Facundo tendría escondidos por toda la provincia, para lo que no dudó en utilizar métodos violentos. En represalia por la muerte de su segundo, Pedro Melián, asesinó a 200 soldados federales. Incluso obligó a la anciana madre del general Quiroga a dar vueltas a la plaza de La Rioja, cargada de grillos y cadenas, para obligarla a confesar. Más tarde, en una carta, Quiroga le escribiría:

"cuando Vd. se marchaba para Córdoba, fue agarrado el pérfido descubridor de mis tapados... le encontraron en el bolsillo una esquela de Vd. en que le decía: "No me dé Vd. cuenta del monto del último tapado sin antes haberme separado de doscientas a trescientas onzas, pues yo de pura delicadeza no he tomado un peso de las dos anteriores..." Dicha su esquela no faltó entre mis jefes quien quisiera dar a la prensa en San Juan, y no quise yo permitirlo, a pesar de no haber entregado Vd. sino cuarenta y tantos mil pesos de los noventa y tres mil que se me extrajeron de Los Llanos; de que infiero que Vd., por pura delicadeza, se sorbió la mayor parte...”

Marchó luego a San Juan, donde también ocupó el cargo de gobernador.	Regresó a Córdoba al iniciarse la guerra contra Estanislao López, pero al llegar se encontró con que Paz había sido tomado prisionero por el santafesino. Lamadrid se hizo cargo del ejército, pero cercado por López al este, y Quiroga al oeste (acababa de invadir Cuyo), se retiró hacia Tucumán con todo el ejército.
Lamadrid pretendió controlar también Catamarca, pero ésta cayó en manos de Quiroga, y la provincia de Salta le mandó muy poca ayuda. El gobernador de Tucumán, el mismo Javier López a quien él había derrocado seis años antes, licenció a sus tropas. Con lo que le quedaba fue vencido nuevamente por Quiroga en la batalla de La Ciudadela, el 4 de noviembre de 1831. Con su exilio en Bolivia terminó la guerra civil iniciada en 1828.
Poco después de la batalla, como Lamadrid exigiera un salvoconducto para su esposa, Quiroga la envió con la siguiente nota:

"Me viene Ud. ahora recomendando a su familia, como si yo necesitase de sus recomendaciones para haberla considerado como lo he hecho; agregando en dicha su carta, consideraciones que dice prestó la mía en San Juan, así como a mi señora madre en los Llanos, pero sin acordarse de la pesada cadena que hizo arrastrar a mi anciana madre en La Rioja... Mas yo me desentiendo de eso y no he trepidado un momento en acceder a su solicitud; y esto no por la protesta que usted hace, sino porque no me parece justo afligir al inocente."

"Usted sabe muy bien que tengo sobrada razón para no dar crédito a su palabra, pues tengo muy presentes las protestas que me hizo en el año veintisiete para que le allanase el camino y poder regresar al seno de su familia; lo hizo y no me pesa, aun cuando usted se haya portado del modo más perverso, que usted me hiciese la guerra y procurase mi exterminio, nada tenía de extraño, puesto que estábamos divididos en opinión, pero que usted me insultase fingiendo comunicaciones, son acciones propias de un alma baja."

"...yo pensaba no tomar parte en la guerra, después que fui batido, pero me ha podido decidir en abrazarla con más ardor la injusticia hecha a mi familia."

"Adiós, general, hasta que nos podamos juntar para que uno de los dos desaparezca, pues que esa es la resolución inalterable de su enemigo. (firmado) Juan Facundo Quiroga"

Cuando Lamadrid se enteró de que Quiroga permitió el viaje de su familia le contestó:

"...Usted general podrá ser mi enemigo cuanto quiera, pero el paso que ha dado de mandarme a mi familia la cual espero con ansia, no podré olvidarlo jamás".

## Segundo regreso: la Coalición del Norte
Tras un breve paso por Montevideo Gregorio Aráoz de Lamadrid fue llamado por el gobernador Rosas para unirse a su ejército, realmente es un enigma saber por qué lo llamó y, peor aún, por qué mandó justamente a Lamadrid a la provincia de Tucumán, a recuperar las armas que Buenos Aires había enviado allí, para una breve guerra contra Bolivia. Además debía derrocar a los gobiernos unitarios que se habían formado en el noroeste, y que se acababan de unir en la llamada Coalición del Norte, organizada por Marco Avellaneda. Hizo el camino hacia el norte cantando vidalitas en honor de Rosas y acusando a los unitarios de traición a la patria. Junto a él iba un joven sobrino, Juan Crisóstomo Álvarez.
Como era de esperarse, apenas llegado a su ciudad natal se unió al gobierno unitario junto con Mariano Acha y Anselmo Rojo, y fue nombrado comandante en jefe del ejército tucumano; el comandante nominal del ejército de la Coalición era el gobernador riojano Tomás Brizuela, condición que este puso para unirse a la Coalición.
Lanzó una campaña contra Santiago del Estero, pero la defección del comandante Celedonio Gutiérrez lo obligó a volverse.
Por la misma época, Lavalle fracasaba en su invasión a Buenos Aires y se replegaba sobre Córdoba. Lamadrid avanzó sobre Córdoba, donde al saberse que se aproximaba su ejército, estalló una revolución que depuso al gobernador Manuel López, alias Quebracho. Fue nombrado comandante de las tropas de esa provincia. Enseguida se puso de acuerdo para reunirse con Lavalle, que venía perseguido de cerca por los federales de Manuel Oribe, en la frontera entre Córdoba y Santa Fe. Juntos debían avanzar después contra Buenos Aires.
Pero Lavalle no apareció a tiempo a su cita y Lamadrid se desvió en busca de "Quebracho" López. De modo que Lavalle fue destrozado en la batalla de Quebracho Herrado. Con sus tropas deshechas, los generales unitarios abandonaron Córdoba, en diciembre de 1840.
Lavalle marchó a La Rioja, donde entretuvo varios meses a Oribe y a los gobernadores de San Juan, Nazario Benavídez, y Mendoza, José Félix Aldao. Mientras tanto, Lamadrid logró reunir un nuevo ejército en Tucumán.

## La Campaña de Cuyo
Muerto Brizuela, cercado Lavalle y derrotado Acha, los unitarios decidieron que Lavalle defendería Tucumán, mientras Lamadrid conquistaría Cuyo. Inició su última campaña con 3.000 hombres y avanzó lentamente hacia el sur, enviando como vanguardia al coronel Acha. Este esquivó a Benavídez y Aldao y ocupó la ciudad de San Juan y tomó prisionera a la familia de Benavídez, amenazándola de muerte, pero el gobernador se negó a negociar. Sin cumplir sus amenazas, Lamadrid siguió hasta Mendoza, ocupando la ciudad y haciéndose nombrar gobernador el 4 de septiembre. 
Mientras tanto Acha derrotó a Aldao y Benavídez en la batalla de Angaco, aunque perdió la mitad de sus hombres. De modo que fue rápidamente derrotado por Benavídez en la batalla de La Chacarilla —en la que murió el hijo mayor de Lamadrid, Ciriacoy— tomado preso; sería ejecutado por orden de Aldao.
Durante su breve gobierno en Mendoza, Lamadrid persiguió a sus enemigos y opositores, haciendo fusilar a nueve personas. Fue derrotado por las tropas federales, mandadas por el general Ángel Pacheco, en la batalla de Rodeo del Medio, el 24 de noviembre. Junto a la mayor parte de sus tropas, partió hacia el exilio en Chile con ayuda de Domingo Faustino Sarmiento, exiliado en ese país. Algunas versiones indican que varios de los que acompañaron a La Madrid, pasaron el destierro en la ciudad chilena de Coquimbo. Mientras que muchos de los soldados se escondieron en los alrededores del lugar de la batalla, incluso permaneciendo en ellas definitivamente. Por este motivo una localidad mendocina, cercana al lugar de la batalla, es conocida como Coquimbito.
En el diario chileno El Mercurio, escribe pidiendo ayuda a sus compatriotas debido a su paupérrimo estado económico:

"Cuento cuarenta y dos años de edad; tengo treinta y dos de servicios a la independencia americana y a la libertad argentina; asistí a ciento sesenta y cuatro combates y batallas, llevo en mi cuerpo diecinueve cicatrices de heridas que recibí peleando; he hecho soldados a mis hijos conformes han podido cargar una espada y uno de ellos ya es mártir por su patria. Estoy en tierra extranjera, cargado de familia, sin dinero y sin amparo. He aquí mis títulos para pedir a mis compatriotas pan para mi familia".

Lamadrid no lo sabía, pero pocos días antes había sido derrotado Lavalle en la batalla de Famaillá, y sería muerto poco después en Jujuy. Con eso se terminó la Coalición del Norte y la guerra civil por varios años. Los federales y Rosas controlaron el país casi sin oposición durante los próximos diez años.
Desde Chile, La Madrid pasó a Montevideo en 1846, donde se unió a las fuerzas que combatían al régimen rosista.

## Tercer regreso: Caseros
En el año 1852, el general entrerriano Justo José de Urquiza convocó al general Gregorio Aráoz de Lamadrid para dirigir uno de los contingentes del Ejército Grande para luchar contra las fuerzas del general Rosas. Participó en la batalla de Caseros como comandante del extremo del ala derecha del ejército.

### Revolución del 11 de septiembre
Apoyó la revolución del 11 de septiembre de 1852, que separó a Buenos Aires de la Confederación Argentina durante los siguientes nueve años.

## Memorias
En 1853 Lamadrid escribió sus célebres Memorias, un documento valioso para el estudio de la historia argentina de la primera mitad del siglo XIX, cuya primera impresión fuera realizada por el gobierno de la Provincia de Tucumán.

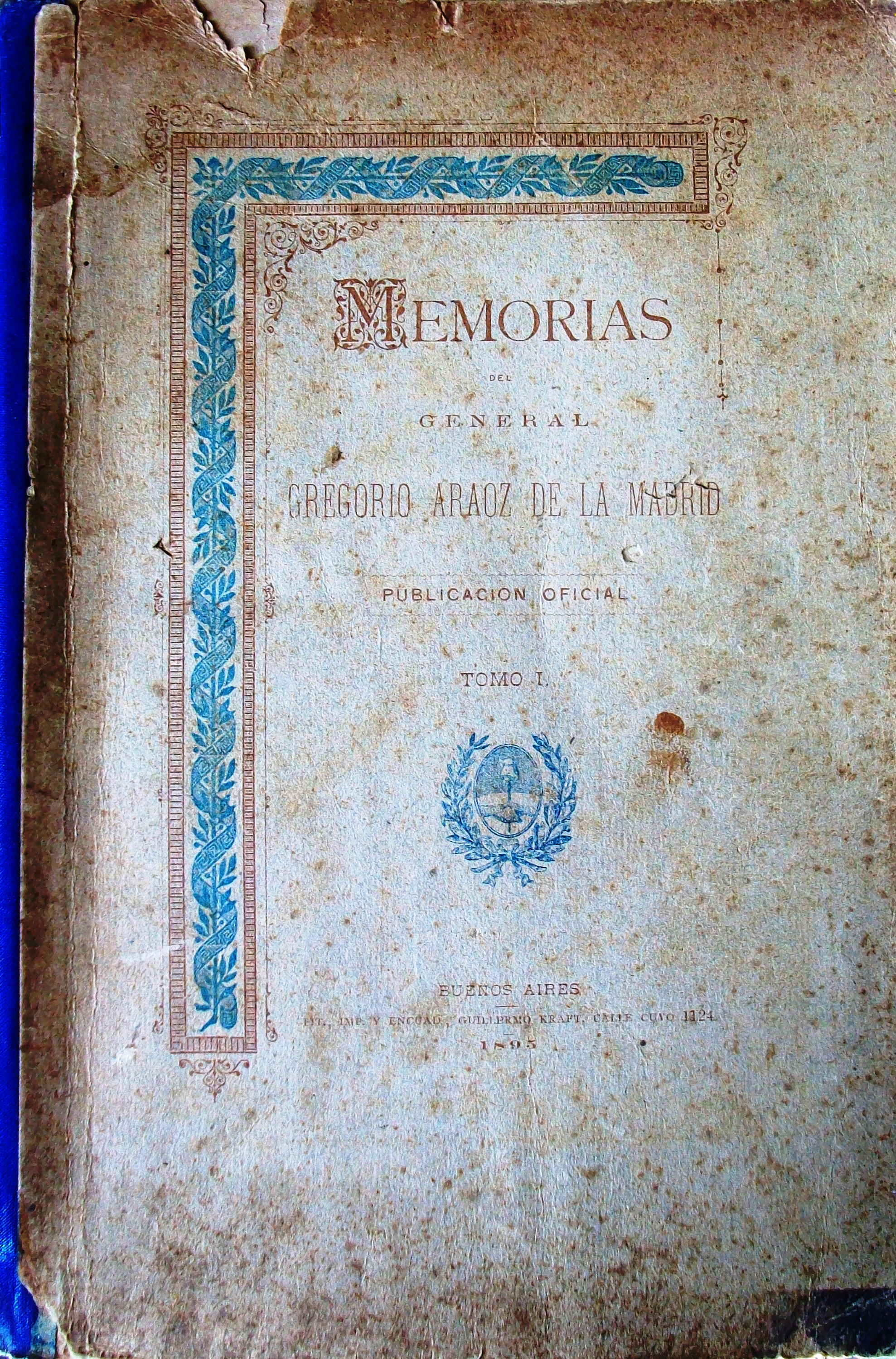
Portada del libro Memorias del General Gregorio Aráoz de Lamadrid - Publicación Oficial. Tomo I. Publicado por Guillermo Kraft, en 1895.

## Fallecimiento

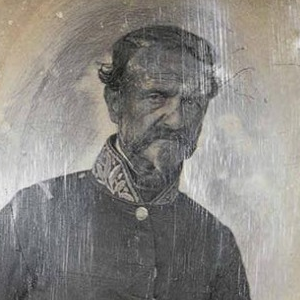
El general Aráoz de Lamadrid en 1855

Gregorio Aráoz de Lamadrid murió en Buenos Aires, el 5 de enero de 1857, a los 61 años, y sus restos fueron trasladados en 1895 a la Catedral de San Miguel de Tucumán, donde descansan actualmente.

## Semblanza
Cuandro Gregorio Araoz de Lamadrid era un muchachón de unos dieciséis años, entonaba unas deliciosas vidalitas que hacían que el mismísimo General Belgrano, como atraído por un canto de sirena, se acercase a escuchar. Lejos estaban el general y el oficial cantor de saber, que precisamente en su agonía en 1820, Belgrano sería reconfortado en su lecho de enfermo en Buenos Aires, por las canciones de Lamadrid que estuvo siempre al lado de ese hombre al que tanto admiraba.
Lamadrid fue un guerrero temerario, increíblemente valeroso, asombrosamente imprudente y un gran organizador de ejércitos. Y frente a la adversidad en que vivió casi toda su vida se destacó como un jefe muy tenaz pero también muy feroz que tuvo una permanente fidelidad de sus tropas.
Fueron famosas en su época las coplas que le cantaban sus tropas:

"Cielito cielo que sí / cielo de la última lid / vos nos mostraste glorioso / al valiente Lamadrid".

## Homenajes
El nombre del valiente general Gregorio Aráoz de Lamadrid es recordado en Argentina de varias maneras: calles y avenidas, barrios, bibliotecas, clubes, hospitales, estaciones ferroviarias, escuelas y colegios en distintas ciudades del país llevan su nombre.
Además varias localidades e instituciiones importantes llevan su nombre:
- En la provincia de Buenos Aires la localidad de General La Madrid, que es cabecera del Partido de General La Madrid.
- En la provincia de La Rioja, el Departamento General Lamadrid.
- En Tucumán la localidad de Lamadrid (Tucumán) y su Estación homónima.

También en su provincia natal, se encuentra un Liceo Militar que lleva su nombre dependendiente del Ejército Argentino de los 9 que existen a lo largo y ancho de todo el país. El Liceo Militar General Gregorio Aráoz de Lamadrid del arma de Comunicaciones del Ejército Argentino se encuentra ubicado en la capital tucumana.
Además, un club de fútbol de la Ciudad de Buenos Aires se denomina Club Atlético General Lamadrid. 
En Tarija, una de las principales calles del centro lleva el nombre de La Madrid en su honor.

## Ancestros
| \| \| \| \| \| \| \| \| \| \| \| \| \| \| \| \| \| \| \| \| 16. Juan Nicolás de Aráoz y Bazán (=24) \| \| \| \| \| \| \| \| \| \| \| \| \| \| \| \| \| \| \| \| \| \| \| \| \| \| \| \| \| \| \| \| \| \| \| \| \| \| \| \| \| \| \| \| \| \| \| \| \| \| \| \| \| \| 8. Bartolomé Santos de Aráoz y del Campo \| \| \| \| \| \| \| \| \| \| \| \| \| \| \| \| \| \| \| \| \| \| \| \| \| \| \| \| \| \| \| \| \| \| \| \| \| \| \| \| \| \| \| \| \| \| \| \| \| \| \| \| \| \| 17. Claudia del Campo y Núñez de Ávila (=25) \| \| \| \| \| \| \| \| \| \| \| \| \| \| \| \| \| \| \| \| \| \| \| \| \| \| \| \| \| \| \| \| \| \| \| \| \| \| \| \| \| \| \| \| \| \| \| \| \| \| \| \| \| \| 4. Miguel de Aráoz y Echave \| \| \| \| \| \| \| \| \| \| \| \| \| \| \| \| \| \| \| \| \| \| \| \| \| \| \| \| \| \| \| \| \| \| \| \| \| \| \| \| \| \| \| \| \| \| \| \| \| \| \| \| \| \| 18. Antonio de Echave \| \| \| \| \| \| \| \| \| \| \| \| \| \| \| \| \| \| \| \| \| \| \| \| \| \| \| \| \| \| \| \| \| \| \| \| \| \| \| \| \| \| \| \| \| \| \| \| \| \| \| \| \| \| 9. Catalina de Echave y Rivera \| \| \| \| \| \| \| \| \| \| \| \| \| \| \| \| \| \| \| \| \| \| \| \| \| \| \| \| \| \| \| \| \| \| \| \| \| \| \| \| \| \| \| \| \| \| \| \| \| \| \| \| \| \| 19. Agustina de Rivera y Tovar \| \| \| \| \| \| \| \| \| \| \| \| \| \| \| \| \| \| \| \| \| \| \| \| \| \| \| \| \| \| \| \| \| \| \| \| \| \| \| \| \| \| \| \| \| \| \| \| \| \| \| \| \| \| 2. Francisco Javier Aráoz y Sánchez de La Madrid \| \| \| \| \| \| \| \| \| \| \| \| \| \| \| \| \| \| \| \| \| \| \| \| \| \| \| \| \| \| \| \| \| \| \| \| \| \| \| \| \| \| \| \| \| \| \| \| \| \| \| \| \| \| 10. Francisco Javier Sánchez de La Madrid \| \| \| \| \| \| \| \| \| \| \| \| \| \| \| \| \| \| \| \| \| \| \| \| \| \| \| \| \| \| \| \| \| \| \| \| \| \| \| \| \| \| \| \| \| \| \| \| \| \| \| \| \| \| 5. Catalina Sánchez de La Madrid y Villafañe \| \| \| \| \| \| \| \| \| \| \| \| \| \| \| \| \| \| \| \| \| \| \| \| \| \| \| \| \| \| \| \| \| \| \| \| \| \| \| \| \| \| \| \| \| \| \| \| \| \| \| \| \| \| 22. Francisco de Villafañe y Guzmán \| \| \| \| \| \| \| \| \| \| \| \| \| \| \| \| \| \| \| \| \| \| \| \| \| \| \| \| \| \| \| \| \| \| \| \| \| \| \| \| \| \| \| \| \| \| \| \| \| \| \| \| \| \| 11. María de Villafañe y García de Valdés \| \| \| \| \| \| \| \| \| \| \| \| \| \| \| \| \| \| \| \| \| \| \| \| \| \| \| \| \| \| \| \| \| \| \| \| \| \| \| \| \| \| \| \| \| \| \| \| \| \| \| \| \| \| 23. Bárbara García de Valdés y Medina \| \| \| \| \| \| \| \| \| \| \| \| \| \| \| \| \| \| \| \| \| \| \| \| \| \| \| \| \| \| \| \| \| \| \| \| \| \| \| \| \| \| \| \| \| \| \| \| \| \| \| \| \| \| 1. Gregorio Aráoz de La Madrid \| \| \| \| \| \| \| \| \| \| \| \| \| \| \| \| \| \| \| \| \| \| \| \| \| \| \| \| \| \| \| \| \| \| \| \| \| \| \| \| \| \| \| \| \| \| \| \| \| \| \| \| \| \| 24. Juan Nicolás de Aráoz y Bazán (=16) \| \| \| \| \| \| \| \| \| \| \| \| \| \| \| \| \| \| \| \| \| \| \| \| \| \| \| \| \| \| \| \| \| \| \| \| \| \| \| \| \| \| \| \| \| \| \| \| \| \| \| \| \| \| 12. Diego Ignacio de Aráoz y del Campo \| \| \| \| \| \| \| \| \| \| \| \| \| \| \| \| \| \| \| \| \| \| \| \| \| \| \| \| \| \| \| \| \| \| \| \| \| \| \| \| \| \| \| \| \| \| \| \| \| \| \| \| \| \| 25. Claudia del Campo y Núñez de Ávila (=17) \| \| \| \| \| \| \| \| \| \| \| \| \| \| \| \| \| \| \| \| \| \| \| \| \| \| \| \| \| \| \| \| \| \| \| \| \| \| \| \| \| \| \| \| \| \| \| \| \| \| \| \| \| \| 6. Pedro Antonio Aráoz y Paz \| \| \| \| \| \| \| \| \| \| \| \| \| \| \| \| \| \| \| \| \| \| \| \| \| \| \| \| \| \| \| \| \| \| \| \| \| \| \| \| \| \| \| \| \| \| \| \| \| \| \| \| \| \| 26. Juan de Paz y Figueroa \| \| \| \| \| \| \| \| \| \| \| \| \| \| \| \| \| \| \| \| \| \| \| \| \| \| \| \| \| \| \| \| \| \| \| \| \| \| \| \| \| \| \| \| \| \| \| \| \| \| \| \| \| \| 13. María Josefa de Paz y Figueroa e Ibáñez de Castrillo \| \| \| \| \| \| \| \| \| \| \| \| \| \| \| \| \| \| \| \| \| \| \| \| \| \| \| \| \| \| \| \| \| \| \| \| \| \| \| \| \| \| \| \| \| \| \| \| \| \| \| \| \| \| 27. Gregoria Ibáñez de Castrillo y Ledesma Valderrama \| \| \| \| \| \| \| \| \| \| \| \| \| \| \| \| \| \| \| \| \| \| \| \| \| \| \| \| \| \| \| \| \| \| \| \| \| \| \| \| \| \| \| \| \| \| \| \| \| \| \| \| \| \| 3. Andrea Aráoz y Núñez de Herrera \| \| \| \| \| \| \| \| \| \| \| \| \| \| \| \| \| \| \| \| \| \| \| \| \| \| \| \| \| \| \| \| \| \| \| \| \| \| \| \| \| \| \| \| \| \| \| \| \| \| \| \| \| \| 28. Pedro Núñez \| \| \| \| \| \| \| \| \| \| \| \| \| \| \| \| \| \| \| \| \| \| \| \| \| \| \| \| \| \| \| \| \| \| \| \| \| \| \| \| \| \| \| \| \| \| \| \| \| \| \| \| \| \| 14. Pedro Núñez de Herrera \| \| \| \| \| \| \| \| \| \| \| \| \| \| \| \| \| \| \| \| \| \| \| \| \| \| \| \| \| \| \| \| \| \| \| \| \| \| \| \| \| \| \| \| \| \| \| \| \| \| \| \| \| \| 29. María García de Herrera \| \| \| \| \| \| \| \| \| \| \| \| \| \| \| \| \| \| \| \| \| \| \| \| \| \| \| \| \| \| \| \| \| \| \| \| \| \| \| \| \| \| \| \| \| \| \| \| \| \| \| \| \| \| 7. Francisca Antonia Núñez de Herrera y Moreno Briceño \| \| \| \| \| \| \| \| \| \| \| \| \| \| \| \| \| \| \| \| \| \| \| \| \| \| \| \| \| \| \| \| \| \| \| \| \| \| \| \| \| \| \| \| \| \| \| \| \| \| \| \| \| \| 30. Juan Moreno y Briceño \| \| \| \| \| \| \| \| \| \| \| \| \| \| \| \| \| \| \| \| \| \| \| \| \| \| \| \| \| \| \| \| \| \| \| \| \| \| \| \| \| \| \| \| \| \| \| \| \| \| \| \| \| \| 15. Andrea Moreno Briceño y Suárez de Cabrera \| \| \| \| \| \| \| \| \| \| \| \| \| \| \| \| \| \| \| \| \| \| \| \| \| \| \| \| \| \| \| \| \| \| \| \| \| \| \| \| \| \| \| \| \| \| \| \| \| \| \| \| \| \| 31. Jerónima Suárez de Cabrera \| \| \| \| \| \| \| \| \| \| \| \| \| \| \| \| \| \| \| \| \| \| \| \| \| \| \| \| \| \| \| \| \| \| \| \| \| \| \| \| \| \| \| \| \| \| \| \| \| \| \| \| |                                                          |  |  |  |  |  |  |  |  |  |  |  |  |  |  |  |
| |                                                          |  |  |  |  |  |  |  |  |  |  |  |  |  |  |  |
| | 16. Juan Nicolás de Aráoz y Bazán (=24)                  |  |  |  |  |  |  |  |  |  |  |  |  |  |  |  |
| |                                                          |  |  |  |  |  |  |  |  |  |  |  |  |  |  |  |
| |                                                          |  |  |  |  |  |  |  |  |  |  |  |  |  |  |  |
| | 8. Bartolomé Santos de Aráoz y del Campo                 |  |  |  |  |  |  |  |  |  |  |  |  |  |  |  |
| |                                                          |  |  |  |  |  |  |  |  |  |  |  |  |  |  |  |
| |                                                          |  |  |  |  |  |  |  |  |  |  |  |  |  |  |  |
| | 17. Claudia del Campo y Núñez de Ávila (=25)             |  |  |  |  |  |  |  |  |  |  |  |  |  |  |  |
| |                                                          |  |  |  |  |  |  |  |  |  |  |  |  |  |  |  |
| |                                                          |  |  |  |  |  |  |  |  |  |  |  |  |  |  |  |
| | 4. Miguel de Aráoz y Echave                              |  |  |  |  |  |  |  |  |  |  |  |  |  |  |  |
| |                                                          |  |  |  |  |  |  |  |  |  |  |  |  |  |  |  |
| |                                                          |  |  |  |  |  |  |  |  |  |  |  |  |  |  |  |
| | 18. Antonio de Echave                                    |  |  |  |  |  |  |  |  |  |  |  |  |  |  |  |
| |                                                          |  |  |  |  |  |  |  |  |  |  |  |  |  |  |  |
| |                                                          |  |  |  |  |  |  |  |  |  |  |  |  |  |  |  |
| | 9. Catalina de Echave y Rivera                           |  |  |  |  |  |  |  |  |  |  |  |  |  |  |  |
| |                                                          |  |  |  |  |  |  |  |  |  |  |  |  |  |  |  |
| |                                                          |  |  |  |  |  |  |  |  |  |  |  |  |  |  |  |
| | 19. Agustina de Rivera y Tovar                           |  |  |  |  |  |  |  |  |  |  |  |  |  |  |  |
| |                                                          |  |  |  |  |  |  |  |  |  |  |  |  |  |  |  |
| |                                                          |  |  |  |  |  |  |  |  |  |  |  |  |  |  |  |
| | 2. Francisco Javier Aráoz y Sánchez de La Madrid         |  |  |  |  |  |  |  |  |  |  |  |  |  |  |  |
| |                                                          |  |  |  |  |  |  |  |  |  |  |  |  |  |  |  |
| |                                                          |  |  |  |  |  |  |  |  |  |  |  |  |  |  |  |
| | 10. Francisco Javier Sánchez de La Madrid                |  |  |  |  |  |  |  |  |  |  |  |  |  |  |  |
| |                                                          |  |  |  |  |  |  |  |  |  |  |  |  |  |  |  |
| |                                                          |  |  |  |  |  |  |  |  |  |  |  |  |  |  |  |
| | 5. Catalina Sánchez de La Madrid y Villafañe             |  |  |  |  |  |  |  |  |  |  |  |  |  |  |  |
| |                                                          |  |  |  |  |  |  |  |  |  |  |  |  |  |  |  |
| |                                                          |  |  |  |  |  |  |  |  |  |  |  |  |  |  |  |
| | 22. Francisco de Villafañe y Guzmán                      |  |  |  |  |  |  |  |  |  |  |  |  |  |  |  |
| |                                                          |  |  |  |  |  |  |  |  |  |  |  |  |  |  |  |
| |                                                          |  |  |  |  |  |  |  |  |  |  |  |  |  |  |  |
| | 11. María de Villafañe y García de Valdés                |  |  |  |  |  |  |  |  |  |  |  |  |  |  |  |
| |                                                          |  |  |  |  |  |  |  |  |  |  |  |  |  |  |  |
| |                                                          |  |  |  |  |  |  |  |  |  |  |  |  |  |  |  |
| | 23. Bárbara García de Valdés y Medina                    |  |  |  |  |  |  |  |  |  |  |  |  |  |  |  |
| |                                                          |  |  |  |  |  |  |  |  |  |  |  |  |  |  |  |
| |                                                          |  |  |  |  |  |  |  |  |  |  |  |  |  |  |  |
| | 1. Gregorio Aráoz de La Madrid                           |  |  |  |  |  |  |  |  |  |  |  |  |  |  |  |
| |                                                          |  |  |  |  |  |  |  |  |  |  |  |  |  |  |  |
| |                                                          |  |  |  |  |  |  |  |  |  |  |  |  |  |  |  |
| | 24. Juan Nicolás de Aráoz y Bazán (=16)                  |  |  |  |  |  |  |  |  |  |  |  |  |  |  |  |
| |                                                          |  |  |  |  |  |  |  |  |  |  |  |  |  |  |  |
| |                                                          |  |  |  |  |  |  |  |  |  |  |  |  |  |  |  |
| | 12. Diego Ignacio de Aráoz y del Campo                   |  |  |  |  |  |  |  |  |  |  |  |  |  |  |  |
| |                                                          |  |  |  |  |  |  |  |  |  |  |  |  |  |  |  |
| |                                                          |  |  |  |  |  |  |  |  |  |  |  |  |  |  |  |
| | 25. Claudia del Campo y Núñez de Ávila (=17)             |  |  |  |  |  |  |  |  |  |  |  |  |  |  |  |
| |                                                          |  |  |  |  |  |  |  |  |  |  |  |  |  |  |  |
| |                                                          |  |  |  |  |  |  |  |  |  |  |  |  |  |  |  |
| | 6. Pedro Antonio Aráoz y Paz                             |  |  |  |  |  |  |  |  |  |  |  |  |  |  |  |
| |                                                          |  |  |  |  |  |  |  |  |  |  |  |  |  |  |  |
| |                                                          |  |  |  |  |  |  |  |  |  |  |  |  |  |  |  |
| | 26. Juan de Paz y Figueroa                               |  |  |  |  |  |  |  |  |  |  |  |  |  |  |  |
| |                                                          |  |  |  |  |  |  |  |  |  |  |  |  |  |  |  |
| |                                                          |  |  |  |  |  |  |  |  |  |  |  |  |  |  |  |
| | 13. María Josefa de Paz y Figueroa e Ibáñez de Castrillo |  |  |  |  |  |  |  |  |  |  |  |  |  |  |  |
| |                                                          |  |  |  |  |  |  |  |  |  |  |  |  |  |  |  |
| |                                                          |  |  |  |  |  |  |  |  |  |  |  |  |  |  |  |
| | 27. Gregoria Ibáñez de Castrillo y Ledesma Valderrama    |  |  |  |  |  |  |  |  |  |  |  |  |  |  |  |
| |                                                          |  |  |  |  |  |  |  |  |  |  |  |  |  |  |  |
| |                                                          |  |  |  |  |  |  |  |  |  |  |  |  |  |  |  |
| | 3. Andrea Aráoz y Núñez de Herrera                       |  |  |  |  |  |  |  |  |  |  |  |  |  |  |  |
| |                                                          |  |  |  |  |  |  |  |  |  |  |  |  |  |  |  |
| |                                                          |  |  |  |  |  |  |  |  |  |  |  |  |  |  |  |
| | 28. Pedro Núñez                                          |  |  |  |  |  |  |  |  |  |  |  |  |  |  |  |
| |                                                          |  |  |  |  |  |  |  |  |  |  |  |  |  |  |  |
| |                                                          |  |  |  |  |  |  |  |  |  |  |  |  |  |  |  |
| | 14. Pedro Núñez de Herrera                               |  |  |  |  |  |  |  |  |  |  |  |  |  |  |  |
| |                                                          |  |  |  |  |  |  |  |  |  |  |  |  |  |  |  |
| |                                                          |  |  |  |  |  |  |  |  |  |  |  |  |  |  |  |
| | 29. María García de Herrera                              |  |  |  |  |  |  |  |  |  |  |  |  |  |  |  |
| |                                                          |  |  |  |  |  |  |  |  |  |  |  |  |  |  |  |
| |                                                          |  |  |  |  |  |  |  |  |  |  |  |  |  |  |  |
| | 7. Francisca Antonia Núñez de Herrera y Moreno Briceño   |  |  |  |  |  |  |  |  |  |  |  |  |  |  |  |
| |                                                          |  |  |  |  |  |  |  |  |  |  |  |  |  |  |  |
| |                                                          |  |  |  |  |  |  |  |  |  |  |  |  |  |  |  |
| | 30. Juan Moreno y Briceño                                |  |  |  |  |  |  |  |  |  |  |  |  |  |  |  |
| |                                                          |  |  |  |  |  |  |  |  |  |  |  |  |  |  |  |
| |                                                          |  |  |  |  |  |  |  |  |  |  |  |  |  |  |  |
| | 15. Andrea Moreno Briceño y Suárez de Cabrera            |  |  |  |  |  |  |  |  |  |  |  |  |  |  |  |
| |                                                          |  |  |  |  |  |  |  |  |  |  |  |  |  |  |  |
| |                                                          |  |  |  |  |  |  |  |  |  |  |  |  |  |  |  |
| | 31. Jerónima Suárez de Cabrera                           |  |  |  |  |  |  |  |  |  |  |  |  |  |  |  |
| |                                                          |  |  |  |  |  |  |  |  |  |  |  |  |  |  |  |
| |                                                          |  |  |  |  |  |  |  |  |  |  |  |  |  |  |  |